# Comuna Gropeni, Brăila
Gropeni este o comună în județul Brăila, Muntenia, România, formată numai din satul de reședință cu același nume.

## Așezare
Comuna este amplasată în partea de est a județului, pe ambele maluri ale brațului Dunării ce delimitează Insula Mare a Brăilei, la o distanță de 24 km de Brăila. Se învecinează la nord cu comuna Tichilești, la vest cu comuna Unirea și la sud cu comuna Tufești. În partea de vest la aproximativ 4 km se afla Drumul European E584, iar în partea de est la aproximativ 1,5 km se întinde în toată splendoarea sa fluviul Dunărea. Există punct de trecere BAC peste Dunăre în Insula Mare a Brăilei.
Comuna este traversată de șoseaua județeană DJ212, care o leagă spre nord de Chiscani (unde se termină în DN21) și spre sud de Victoria și Mihail Kogălniceanu (ultima în județul Ialomița, unde se termină în DN2A. La Gropeni, din DJ212 se ramifică șoseaua județeană DJ255A, care o leagă spre vest de Unirea (unde se intersectează cu DN21) și Traian (unde se termină în DN2B).

## Demografie
Componența etnică a comunei Gropeni
     Români (93,41%)
     Alte etnii (0,2%)
     Necunoscută (6,39%)
Componența confesională a comunei Gropeni
     Ortodocși (91,89%)
     Alte religii (1,56%)
     Necunoscută (6,55%)
Conform recensământului efectuat în 2021, populația comunei Gropeni se ridică la 3.022 de locuitori, în scădere față de recensământul anterior din 2011, când fuseseră înregistrați 3.296 de locuitori. Majoritatea locuitorilor sunt români (93,41%), iar pentru 6,39% nu se cunoaște apartenența etnică. Din punct de vedere confesional, majoritatea locuitorilor sunt ortodocși (91,89%), iar pentru 6,55% nu se cunoaște apartenența confesională.

## Politică și administrație
Comuna Gropeni este administrată de un primar și un consiliu local compus din 13 consilieri. Primarul, Nicușor Cocianu[*], de la Partidul Național Liberal, este în funcție din 1 noiembrie 2024. Începând cu alegerile locale din 2024, consiliul local are următoarea componență pe partide politice:
|  | Partid                    | Consilieri | Componența Consiliului | Componența Consiliului | Componența Consiliului | Componența Consiliului | Componența Consiliului | Componența Consiliului | Componența Consiliului | Componența Consiliului |
|  | ------------------------- | ---------- | ---------------------- | ---------------------- | ---------------------- | ---------------------- | ---------------------- | ---------------------- | ---------------------- | ---------------------- |
|  | Partidul Național Liberal | 8          |                        |                        |                        |                        |                        |                        |                        |                        |
|  | Partidul Social Democrat  | 5          |                        |                        |                        |                        |                        |                        |                        |                        |

## Istorie
Satul s-a format prin contopirea a două sate înființate în timpul stăpânirii otomane pe teritoriul raialei Brăila și stăpânite de două pașale. La sfârșitul secolului al XIX-lea, comuna făcea parte din plasa Balta a județului Brăila, era formată tot numai din satul de reședință și avea 1956 de locuitori ce trăiau în 366 de case. În comună funcționau o biserică ridicată de locuitori în 1873, o școală de băieți cu 88 sau 90 de elevi și una de fete, cu 38 de eleve, ultima înființată în 1874.
În 1925, comuna avea în componență și satul Titcov, avea în total 1631 de locuitori și făcea parte din plasa Silistraru a aceluiași județ.
În 1950, comuna a fost inclusă în raionul Brăila al regiunii Galați. În 1968, a revenit la județul Brăila, reînființat, satul Titcov fiind transferat comunei Frecăței.

## Personalități
- Ion C. Massimu (1825 - 1877), lingvist, membru fondator al Academiei Române.